# Làn Sóng Xanh
Làn Sóng Xanh là một chương trình phát thanh và giải thưởng âm nhạc thường niên và lâu đời  trong làng âm nhạc Việt Nam, giải thưởng này cũng tạo ra bảng xếp hạng âm nhạc đầu tiên tại Việt Nam. Được bắt đầu từ tháng 9 năm 1997 với cơ quan chủ quản là đài FM 99.9 MHz của Đài Tiếng nói Nhân dân Thành phố Hồ Chí Minh.
Chương trình phát thanh hiện tại đang được dẫn chương trình bởi MC Trần Tuấn Đạt (Beo) và Diệu Minh.

## Lịch sử

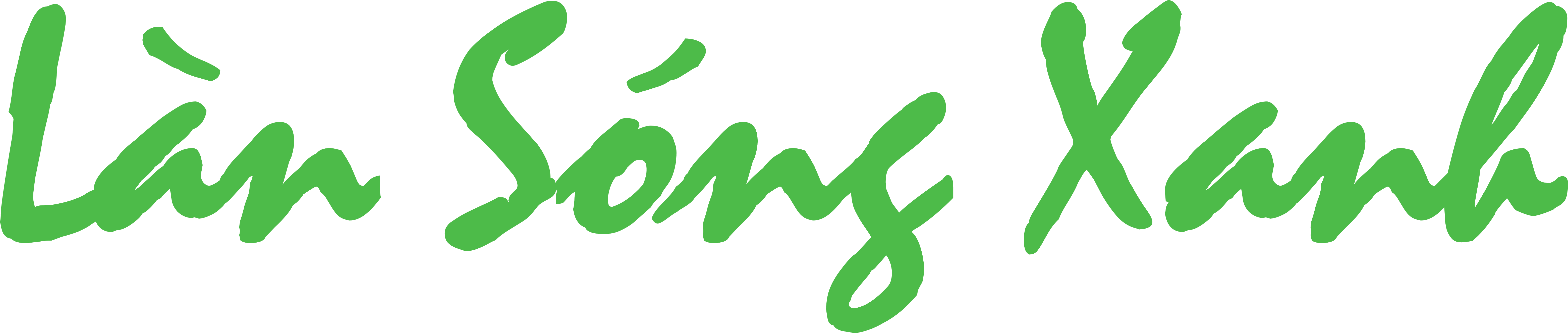
Logo sử dụng từ 1997 tới 2018.

### Khởi đầu
Để thay đổi hình thức "ca nhạc theo yêu cầu" quá phổ biến trên các đài vô tuyến trên cả nước, Đài Tiếng nói Nhân dân Thành phố Hồ Chí Minh đã thực hiện chương trình Top ten Làn Sóng Xanh với buổi phát sóng đầu tiện vào ngày 7 tháng 9 năm 1997. Ban tổ chức nhanh chóng nhận được thư bình chọn từ khán giả và bảng xếp hạng của tháng 9 đã được công bố trong buổi phát Làn Sóng Xanh ngày 5 tháng 10, ca khúc đứng đầu và mở màn cho bảng xếp hạng là "Chị tôi" của nhạc sĩ Trọng Đài do ca sĩ trẻ lúc bấy giờ là Mỹ Linh thể hiện. Xếp hạng hai là ca khúc "Con gái" của Phương Thảo - Ngọc Lễ, xếp thứ ba là "Hà Nội mùa vắng cơn mưa", nhạc của Trương Quý Hải và lời của Bùi Thanh Tuấn, trình diễn bởi Cẩm Vân. Có những tháng Ban biên tập nhận được 4000 đến 5000 thư bình chọn của thính giả.
Ngay trong những ngày đầu, Làn Sóng Xanh đã tạo ra một làn sóng hâm mộ cuồng nhiệt khắp Việt Nam, mở đầu cho thể loại nhạc trẻ đang dần định hình tại Việt Nam từ các năm cuối thập niên 1990, Làn Sóng Xanh được phát sóng hàng tuần là top 10 các ca khúc Việt Nam được yêu thích nhất hàng tuần, và cuối năm sẽ có các đêm công diễn và trao giải rất hoành tráng, quy tụ hầu như các ngôi sao lớn nhất tại Việt Nam, Làn Sóng Xanh luôn được giới truyền thông coi là bảng đo nhiệt độ các ca khúc và các ca sĩ đang được yêu thích tại Việt Nam.
Trong thập niên này hầu hết các hãng phát hành âm nhạc đều có sản phẩm thương hiệu cử riêng mình. Nhạc sĩ – ông bầu Đỗ Quân vừa vào làm việc tại Trung tâm Bến Thành Audio & Video cùng với Giám đốc trung tâm Huỳnh Tiết, Phó giám đốc Tô Văn Anh Kiệt, biên tập âm nhạc Đỗ Quang, MC Thanh Hải lên kế hoạch dốc tiền của công ty và cả của bản thân để dàn dựng Làn Sóng Xanh đưa lên sân khấu Lan Anh rồi tổ chức tại cả Hà Nội. Liveshow tổng kết năm đầu tiên Làn sóng xanh 1997 được họ tổ chức vào tháng 4 năm 1998, Làn sóng xanh 1998 cũng được tổ chức vào năm 1999, đều do Đỗ Quang đạo diễn. Vị trí tổng đạo diễn liveshow Làn Sóng Xanh sau đó được Huỳnh Phúc Điền đảm nhận trong nhiều năm sau đó.

### Kỷ niệm 20 năm
Ban tổ chức tổ chức chuỗi sự kiện bắt đầu bằng hai chương trình The hits tại Phố đi bộ Nguyễn Huệ vào hai ngày 14 và 15 tháng 10 năm 2017. Sau đó sẽ là VIP show - Đêm vinh danh vào 19h30 ngày 12 tháng 1 năm 2018 tại Nhà thi đấu Quân khu 7. Và cuối cùng là Gala music festival Làn Sóng Xanh - Cuộc hội ngộ 20 năm, dự kiến diễn ra hơn bảy giờ, từ 16h đến 23h30 ngày 19 tháng 1 năm 2018 tại Sân vận động Quân khu 7 với sự xuất hiện và phối hợp của ba, bốn thế hệ ca sĩ, nhạc sĩ Làn Sóng Xanh.
Hai chương trình The Hits đã được tổ chức đúng như dự kiến. Hai chương trình VIP show - Đêm vinh danh và Gala music festival Làn Sóng Xanh - Cuộc hội ngộ 20 năm được gom lại thành một sự kiện Festival âm nhạc 20 năm Làn Sóng Xanh - Hành trình của những ngôi sao và những người yêu nhạc Việt vào ngày 12 tháng 1 năm 2018 tại Sân vận động Quân khu 7 với bốn sự kiện:
- Cuộc đua marathon Đường chạy xanh - Green wave gây Quỹ sát cánh cùng gia đình Việt của Đài tiếng nói Nhân dân Thành phố Hồ Chí Minh - VOH
- Lễ trao giải Làn Sóng Xanh 2017
- Chương trình tôn vinh các nhạc sĩ, ca sĩ đoạt giải Làn Sóng Xanh 20 năm qua
- Gala âm nhạc 20 năm Làn Sóng Xanh.

Sự kiện này không được công chúng quan tâm như mong đợi khi gần tới giờ bắt đầu mới chỉ có khoảng 600 khán giả vào sân, và khoảng 300 khán giả ở ngoài sân. Ngoài ra, thiếu vắng nghệ sĩ tên tuổi đến nhận giải nên phần công bố và trao giải diễn ra nhanh chóng. Danh sách những người được giải được thay bằng một clip công bố sơ sài.

### Phiên bản mới
Ngày 18 tháng 7 năm 2018, Đài Tiếng nói Nhân dân Thành phố Hồ Chí Minh (VOH) tổ chức họp báo công bố phiên bản mới Làn sóng xanh - Next Step. Với sự phối hợp sản xuất của Madison Group, Làn sóng xanh bước sang tuổi 21 mang đến cho người yêu nhạc một chương trình âm nhạc mới, hấp dẫn.
Cụ thể, với các chương trình phát sóng hàng tuần, Làn sóng xanh sẽ thay đổi phương thức thực hiện phát sóng trực tiếp trên FM 99.9 MHz từ 12 giờ đến 13 giờ thứ sáu hàng tuần và được streaming trang vivo.vn. Nội dung chương trình sẽ có sự tham gia của các nghệ sĩ nổi tiếng, các ca sĩ, nhạc sĩ có bài hát được đề cử trong bảng xếp hạng Làn sóng xanh.
Vào mỗi tối thứ năm cuối tháng, chương trình Làn sóng xanh - Next Step sẽ được tổ chức tại Nhà hát VOH. Điểm nhấn của chương trình sẽ là tiết mục "Bài hát thách thức", nơi để các nhạc sĩ hòa âm phối khí, các nhà sản xuất âm nhạc thể hiện sáng tạo nghệ thuật của mình bằng cách làm mới những bài đã nổi tiếng. Ban tổ chức cũng sẽ tạo sân khấu dành riêng cho các bản debut hoặc các dự án comeback của ca sĩ; kết hợp với sự xuất hiện của các ngôi sao trong bảng xếp hạng 20 năm Làn sóng xanh cùng không gian âm nhạc giao thoa giữa các thế hệ ca sĩ. Chương trình được phát sóng trực tiếp trên kênh FM 99.9 MHz, streaming trang vivo.vn và trên kênh AMC – SCTV2.
Ngoài ra, cơ cấu giải thưởng Làn sóng xanh có nhiều thay đổi từ tiêu chí bình chọn đến các hạng mục đề cử; sẽ trở thành giải thưởng âm nhạc đầu tiên tại Việt Nam có hội đồng bình chọn (dự kiến khoảng 250 thành viên) là những người có uy tín trong hoạt động nghệ thuật. Việc có một Hội đồng bình chọn với nhiều thành viên nổi tiếng sẽ bảo đảm được góc nhìn chuyên môn cho các ca khúc hit trong bảng xếp hạng Làn sóng xanh. Hội đồng bình chọn sẽ cùng với công chúng đề cử và chọn ra những nhạc sĩ, ca sĩ, bài hát, một số hạng mục âm nhạc tiêu biểu, hội tụ cả hai yếu tố: thị trường và nghệ thuật. Ban tổ chức sẽ có một buổi mời những vị này đến bầu chọn trực tiếp tại Đài cho một số hạng mục quan trọng.

## Phát hành
Hãng phim Phương Nam đã phát hành và sản xuất loạt VCD & DVD, Karaoke của chương trình Làn Sóng Xanh trong những năm 1999 (Làn Sóng Xanh Hà Nội), kế tiếp là năm 2002 (Làn Sóng Xanh - Những ca khúc và ca sỹ được yêu thích nhất), sau đó phổ biến hơn trong các năm 2003, 2004 và cuối cùng là 2005. Trước đó, Công ty Văn hoá tổng hợp Bến Thành Audio - Video cũng đã phát hành loạt VCD & DVD, VHS, Karaoke của chương trình Làn Sóng Xanh trong những năm 1997, 1998, 2000, và cuối cùng là 2001.

## Kỷ lục
- Hoàng Thùy Linh xác lập kỉ lục tại Làn Sóng Xanh 2019 với chiến thắng 8 hạng mục chỉ trong một đêm.[7][8]
- Ca nhạc sĩ Duy Mạnh là người đầu tiên ẵm liền 2 giải thưởng Ca sĩ được yêu thích và Nhạc sĩ được yêu thích trong cùng một năm 2005.

### Các ca sĩ được lọt vào top 10 nhiều năm nhất
| Số năm | Ca sĩ           | Năm đoạt giải                     |
| ------ | --------------- | --------------------------------- |
| 15     | Đàm Vĩnh Hưng   | 2002-2015, 2017                   |
| 12     | Lam Trường      | 1997-2008                         |
| 12     | Mỹ Tâm          | 2002-2013                         |
| 12     | Tuấn Hưng       | 2003, 2004, 2006-2008, 2010-2016  |
| 12     | Hồ Ngọc Hà      | 2006-2017                         |
| 11     | Phương Thanh    | 1997-2007                         |
| 10     | Cẩm Ly          | 2001-2006, 2008, 2011, 2014, 2015 |
| 8      | Hồ Quỳnh Hương  | 2005-2011, 2016                   |
| 8      | Noo Phước Thịnh | 2011-2018                         |
| 8      | Đan Trường      | 2001-2008                         |
| 7      | Hồng Nhung      | 1997-2003                         |
| 6      | Cao Thái Sơn    | 2009-2014                         |